# Futurisme

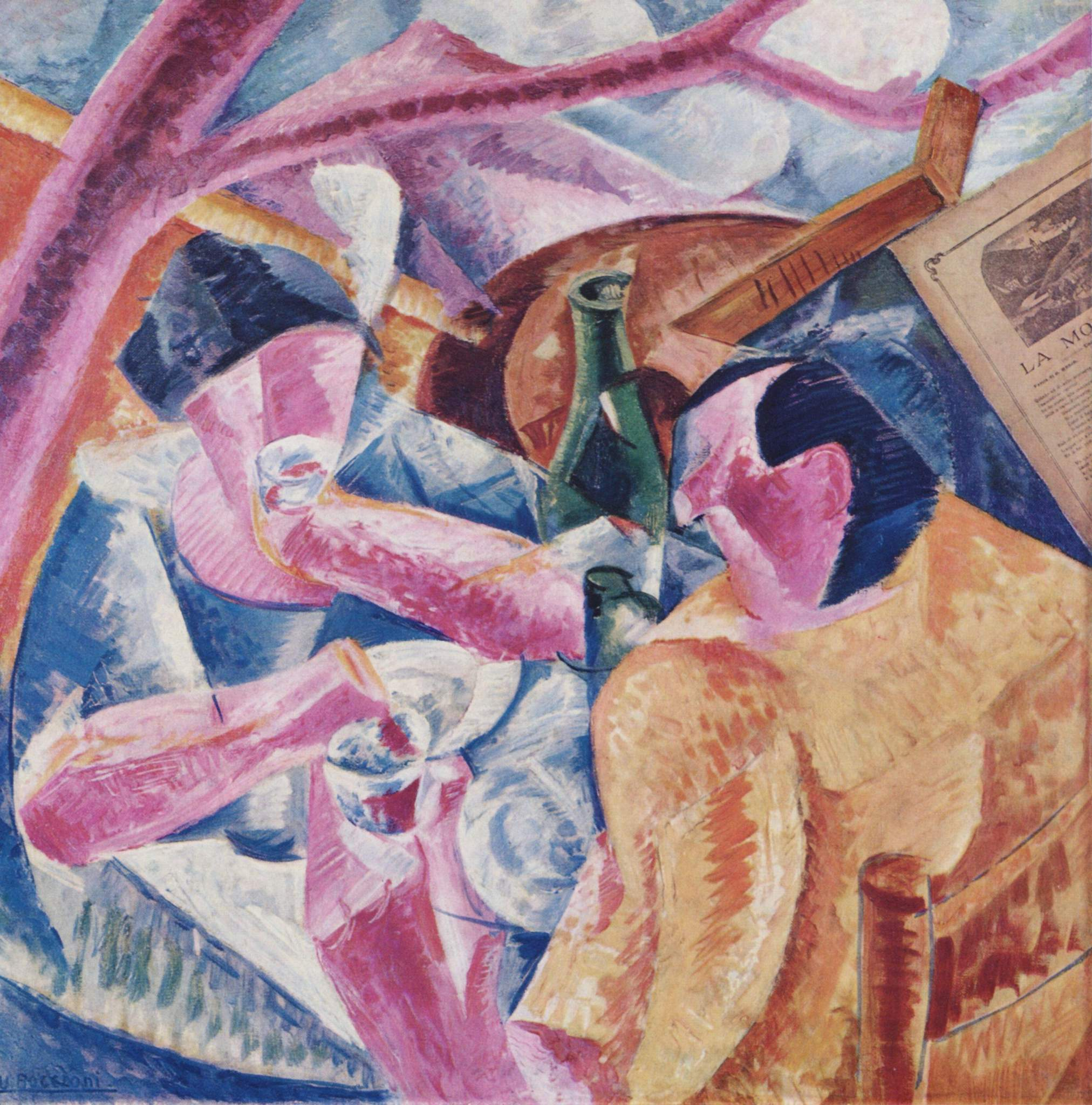
Umberto Boccioni, Onder de Pergola in Napels 1914, olieverf op doek, 83 × 83 cm, Milaan, Civico Museo d'Arte Contemporanea.

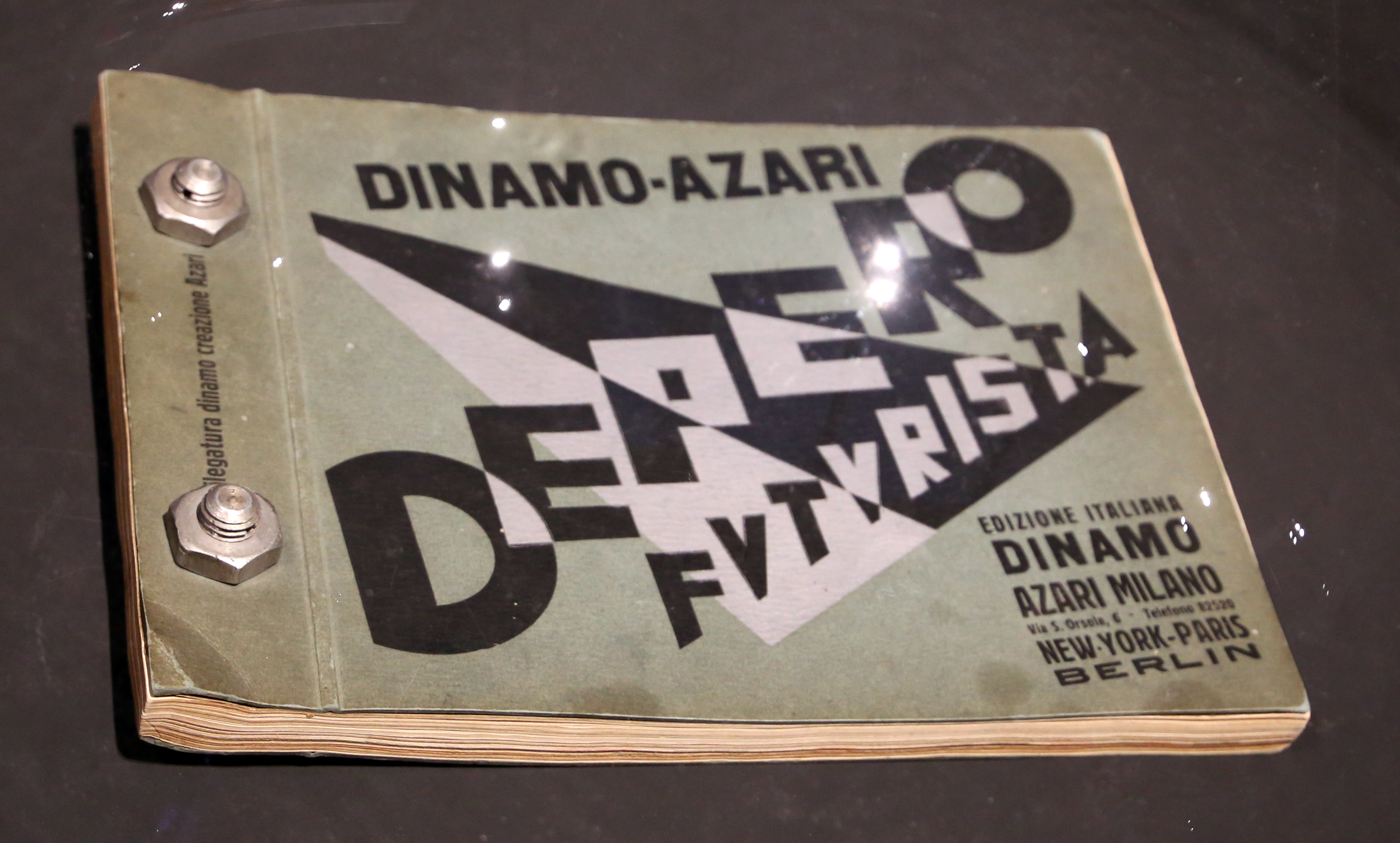
'Depero Futurista' Libro Bullonato (bekend als 'The Bolted Book' in het Engels), een catalogus vol met typografie, architectuur en productontwerpen.

Het futurisme (Italiaans futuro, "toekomst") is een van oorsprong Italiaanse beweging en kunststroming van 1909 tot 1914, ontstaan uit het kubisme.
Enkele kenmerken van het futurisme zijn snelheid, energie, agressie, krachtige lijnen, vooruitgang en nieuwe technologie. Samen met het opkomende nationalisme in alle Europese landen paste het futurisme in het oorlogsenthousiasme dat kenmerkend was voor veel intellectuele en artistieke kringen aan de vooravond van de Eerste Wereldoorlog.

## Geschiedenis
De Italiaanse schrijver Filippo Marinetti stak met een eerste 'Futuristisch manifest' in de Franse krant Le Figaro op 20 februari 1909 de lont aan van het futurisme. Het was het begin van het algemeen literaire vlak. Het manifest beoogde een toekomst gedreven door strijd, aanval en beweging: 
“Wij willen de oorlog verheerlijken – enige hygiëne van de wereld – net als het militarisme, het patriottisme, de verwoestende gebaren van de anarchisten, de Ideeën zo mooi om voor te sterven, en de minachting voor de vrouw.” 
Tussen 1909 en 1920 verschenen meer van dergelijke manifesten. Op 11 februari 1910 ondertekenden Umberto Boccioni, Carlo Carrà, Gino Severini, Luigi Russolo en Giacomo Balla het Manifesto dei pittori futuristi (manifest van futuristische schilderkunst). Op 2 april van datzelfde jaar volgde het technisch manifest (La pittura futurista. Manifesto tecnico), waarin Boccioni beschreef dat waarnemingen niet bestaan uit een stilstaand beeld, maar dat de omgeving continu in beweging is. Hij stelt daarom dat de schilderkunst beweging en dynamiek moet weergeven.

In 1911 presenteerde Marcel Duchamp te Puteaux zijn kubistische vrienden zijn ophefmakende Nu descendant l'escalier. In 1912 schreef Boccioni een Manifesto tecnico della scultura futurista, terwijl er in 1914 door de architect Antonio Sant'Elia een Manifesto dell'architettura futurista werd gepubliceerd. De beide geschriften omtrent de schilderkunst drongen enerzijds aan op het uitdrukken van de dynamische sensatie of de opeenvolgende fasen van een beweging of van het gevoelsleven en anderzijds op het simultaneïsme of het samenvatten in één moment van deze fasen.
In februari 1912 kregen de futuristen hun grote expositie te Parijs, gevolgd door een tweede in 1913. Beide werden herhaald in meerdere belangrijke centra van Europa.
De muzikale uiting van het futurisme noemt men het bruïtisme. De componist Balilla Pratella schreef verschillende manifesten op het gebied van futuristische muziek, te beginnen bij het Manifesto dei musicisti futuristi van 1910.
Het futurisme was een kort leven beschoren. Nadat Italië in april 1915 bij de Eerste Wereldoorlog betrokken werd en Boccioni omkwam, viel de futuristische beweging uit elkaar. Pas in de jaren 30 werden de futuristische principes weer toegepast door een nieuwe generatie kunstenaars. Deze schilders maakten schilderijen van vliegtuigen, Aeropittura.

## Futurisme in Rusland
Van 1912 tot midden jaren twintig van de 20e eeuw beleefde het futurisme een bloeiperiode in Rusland, met name op het terrein van de literatuur (poëzie). Het Russisch futurisme ontstond in het begin van de twintigste eeuw (gelijktijdig met het acmeïsme) als een reactie op de toen in Rusland dominante stroming van het symbolisme. De betekenis van het Russische futurisme ligt in het zich afzetten tegen alle geldende normen en conventies inzake woordvorming, syntaxis, spelling en ritmiek. Het poëtische woord moest weer centraal komen te staan, met willekeurige en afgeleide woorden.
Bekende Russische futuristen waren de dichters Igor Severjanin, Clebnikov, David Boerljoek en Majakovski. In de schilderkunst onderscheiden zich Filonov en Malevitsj. In Polen werden genoemde principes geïntroduceerd door Aleksander Wat.

## Futurisme in België
Jules Schmalzigaug (1882-1917) was een van de weinige Belgen die het futuristische experiment beleefd heeft.
Ook Prosper De Troyer en René Magritte in zijn jonge jaren hebben geëxperimenteerd met de futuristische schilderstijl.

## Futuristische werken

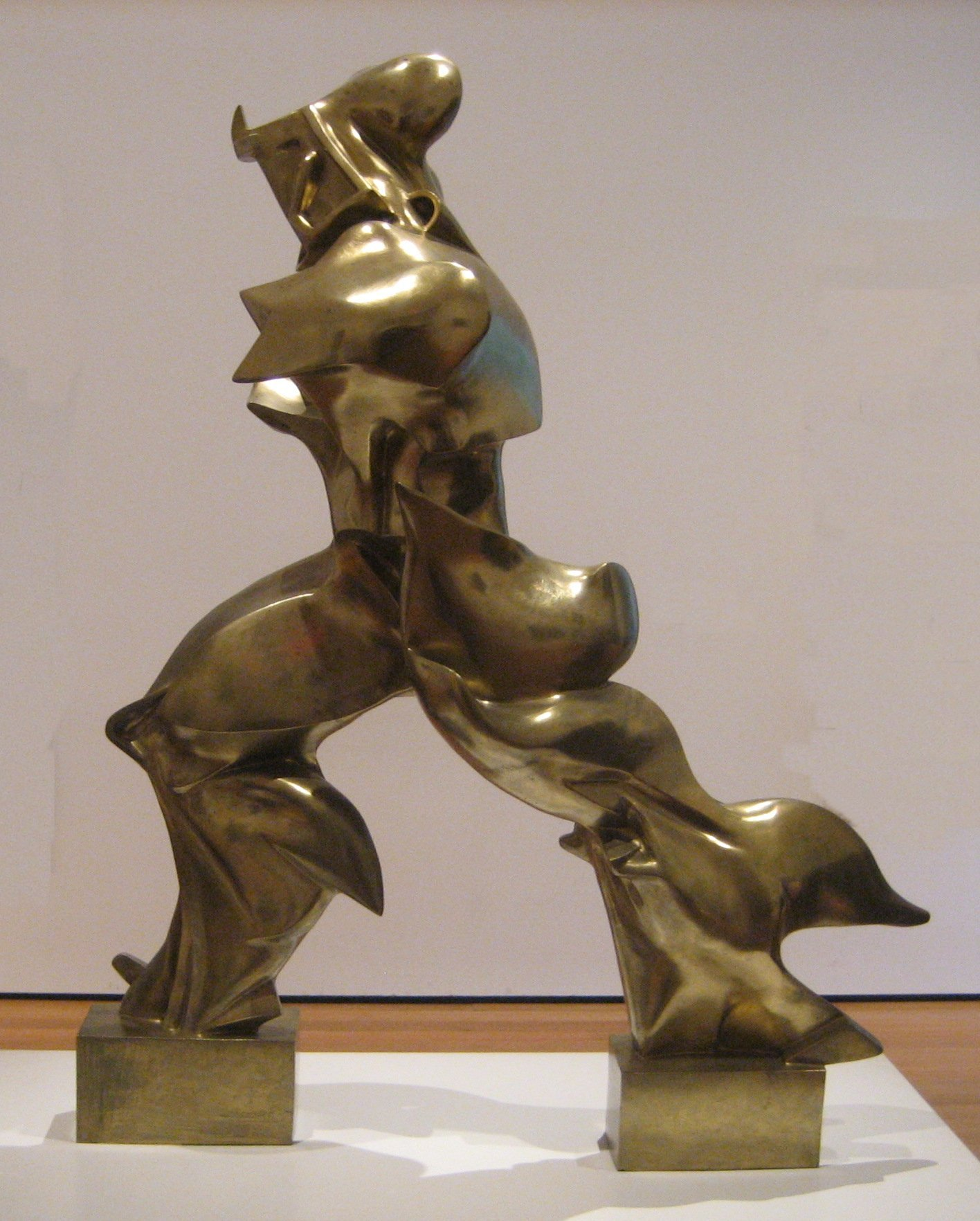
Unieke vormen van continuïteit in de ruimte

Voorbeelden van futuristische werken zijn:
- Gepantserde trein in actie, 1915 van Gino Severini
- Hard rijdende auto, 1912 van Giacomo Balla
- Unieke vormen van continuïteit in de ruimte, 1913 van Umberto Boccioni[6]
- Zwaluwen, bewegingspaden + dynamische reeksen, 1913 van Giacomo Balla
- Dynamische hiëroglief van de Bal Tabarin, 1912 van Gino Severini
- Lang leve Italië, van Giacomo Balla

## Futuristische kunstenaars
Enkele futuristische kunstenaars zijn:
- Giacomo Balla
- Umberto Boccioni
- Carlo Carrà
- Fortunato Depero
- Gerardo Dottori
- Marcel Duchamp
- Sante Monachesi
- Luigi Russolo
- Gino Severini
- Luigi De Giudici

## Verwante schilderstijlen
Aan het futurisme verwante schilderstijlen zijn:
- dadaïsme
- surrealisme
- kubisme
- suprematisme
- precisionisme

## Musea met futuristische kunst
- Kröller-Müller Museum in Otterlo[7]
- Museum of Modern Art in New York
- Tate Modern in Londen
- Museo del Novecento in Milaan
- Gianni Mattioli Collection, opgenomen als langdurig bruikleen in de Peggy Guggenheim Collection in Venetië

## Tentoonstelling
- Het Futurisme en Europa. In: Museum Kröller-Müller, van 29 april tot 3 september 2023. Tentoonstellingscatalogus: Fabio Benzi & Renske Cohen Tervaert, Het Futurisme en Europa, De esthetiek van een nieuwe wereld. Otterlo, Kröller-Müller Museum, 2023